# Les Petites Choses
 (mai 2024).
 (mai 2024).
La mise en forme du texte ne suit pas les recommandations de Wikipédia : il faut le « wikifier ».
Les points d'amélioration suivants sont les cas les plus fréquents :
- Les titres sont pré-formatés par le logiciel. Ils ne sont ni en capitales, ni en gras.
- Le texte ne doit pas être écrit en capitales (les noms de famille non plus), ni en gras, ni en italique, ni en « petit »…
- Le gras n'est utilisé que pour surligner le titre de l'article dans l'introduction, une seule fois.
- L'italique est rarement utilisé : mots en langue étrangère, titres d'œuvres, noms de bateaux, etc.
- Les citations ne sont pas en italique mais en corps de texte normal. Elles sont entourées par des guillemets français : « et ».
- Les listes à puces sont à éviter, des paragraphes rédigés étant largement préférés. Les tableaux sont à réserver à la présentation de données structurées (résultats, etc.).
- Les appels de note de bas de page (petits chiffres en exposant, introduits par l'outil «  Source ») sont à placer entre la fin de phrase et le point final[comme ça].
- Les liens internes (vers d'autres articles de Wikipédia) sont à choisir avec parcimonie. Créez des liens vers des articles approfondissant le sujet. Les termes génériques sans rapport avec le sujet sont à éviter, ainsi que les répétitions de liens vers un même terme.
- Les liens externes sont à placer uniquement dans une section « Liens externes », à la fin de l'article. Ces liens sont à choisir avec parcimonie suivant les règles définies. Si un lien sert de source à l'article, son insertion dans le texte est à faire par les notes de bas de page.
- La présentation des références doit suivre les conventions bibliographiques. Il est recommandé d'utiliser les modèles {{Ouvrage}}, {{Chapitre}}, {{Article}}, {{Lien web}} et/ou {{Bibliographie}}. Le mode d'édition visuel peut mettre en forme automatiquement les références.
- Insérer une infobox (cadre d'informations à droite) n'est pas obligatoire pour parachever la mise en page.

Pour une aide détaillée, merci de consulter Aide:Wikification.
Si vous pensez que ces points ont été résolus, vous pouvez retirer ce bandeau et améliorer la mise en forme d'un autre article.
Les Petites Choses (Little Things) est une série comique romantique indienne en langue hindi et anglais de 2016. Créée par Dhruv Sehgal,. La série est sortie sur Netflix le 25 octobre 2016.

## Synopsis
Un couple d'une vingtaine d'années se retrouve dans le monde moderne de Mumbai, à travers les hauts et les bas du travail et des relations,.

## Distribution

### Acteurs principaux
- Mithila Palkar : Kavya Kulkarni[5],[6]
- Dhruv Sehgal : Dhruv Vats[7]

### Acteurs récurrents
- Abhishek Bhalerao : Murthy[8]
- Navni Parihar : Ila Kulkarni, la mère de Kavya
- Rishi Deshpande : Satish Kulkarni, le père de Kavya
- Lovleen Mishra : mère de Dhruv
- Aman Bhagat : Karan (Saison 1)
- Veer Rajwant Singh : Akash (Saison 1)
- Palvi Jaiswal : Sana (Saison 1)
- Paresh Pahuja : Raunak (Saison 2)
- Priyanka Arya : Sushmita (Saison 3)
- Ashish Bhatia : Amey (Saison 3)
- Shikha Chowdary : Anmol (Saison 3)
- Dhruvin Doshi : Suraj (Saison 3)
- Sainika Ghaises : Nupur (Saison 3)
- Martin Jishil : Sandeep (Saison 3)
- Aakash Khemchandani : Piyush (Saison 3)
- Hitesh Shejpai : Shenoy (Saison 3)
- Sarla Shah : Mme D'Mello (Saison 3)
- Ayush Sehgal : Omkar (Saison 4)
- Tamara : Ishu (Season 4)
- Shiv Tandon : Sanket Lalwani (Saison 3 & 4)
- Eisha Chopra : Nandini (Saison 2 & 4)

## Épisodes

### Saison 1 (2016)
numérotées de 1 à 5 

### Saison 2 (2018)
1. Les Petits Gâteaux
2. Le Siège arrière
3. La Fourmi et l'Éléphant
4. Un tour à Mumbai
5. Le Club de foot de Leicester
6. Grasse matinée
7. La Salle de bains
8. Où sommes-nous ?

### Saison 3 (2019[9])
1. De loin
2. Drôle de journée
3. Les Rectangles
4. Le Temps de la retraire
5. Le Déménagement
6. Le Décalage
7. Nos passés
8. De loin, 2e partie

### Saison 4 (2021)
1. Cercles
2. Un moment en famille
3. Fort Kavya
4. L'Indice de qualité de l'air
5. Classe affaires
6. Assurer ses arrières
7. Et pourquoi cette fête
8. Boucler la boucle

## Production
Dhruv Sehgal , a commencé à écrire pour la nouvelle série fin 2015,  mettant en vedette Mithila Palkar qui a déjà joué dans de courtes vidéos de Dice Media et Filter Copy,  et se connaissent depuis que Palkar travaillait chez Thespo. (Festival de théâtre annuel de Quasar Theatre Productions). Sehgal lui avait demandé d'auditionner pour la nouvelle émission satirique de Filter Copy sur YouTube intitulée News Darshan,.  La première saison de la série a été dirigée par Ajay Bhuyan et avait une durée d'épisode de 15 minutes chacun.  La série est produite par Aditi Shrivastava, Anirudh Pandita et Ashwin Suresh. Les deuxième et troisième saisons ont été réalisées par Ruchir Arun, lauréat d'un prix national .

## Bande originale
La musique et la musique de fond sont composées par Neel Adhikari, et la série présente une chanson thème composée spécialement pour elle par Prateek Kuhad .
Saison 1
- "Song for Survival" - Neel Adhikari, Mithila Palkar
- "Food for Thought" - Neel Adhikari
- "Hot or Cold Down There" - Neel Adhikari
- "Luca's Lullaby" - Neel Adhikari
- "Mountaintop Two" - Neel Adhikari
- "Pots N' Pans" - Neel Adhikari, Clovis Soo
- "RocknRolla" - Neel Adhikari

Saison 2
- "Musalsal" - Neel Adhikari
- "I Forgive You" - Neel Adhikari
- "Surprise" - Neel Adhikari
- "Okay" - Neel Adhikari
- "Parchai" - Neel Adhikari

## diffusion
La première saison de la série a été créée sur la chaîne YouTube de Dice Media , du 25 octobre 2016 au 22 novembre 2016. Elle est devenue un succès retentissant, le premier épisode, créé le 25 octobre, ayant été visionné plus de 15 millions  fois. Plus tard, Netflix a collaboré avec Dice Media pour acquérir les droits de la deuxième saison,,  qui a été publiée le 5 octobre 2018.  Netflix a annoncé que l'émission serait renouvelée pour une troisième saison, avec une sortie date du 9 novembre 2019.

## Réception
Rohan Naahar de Hindustan Times lui a attribué une note de 4/5 et a poursuivi en écrivant "La série repose plus fortement sur les performances que la plupart des autres".  
Soumya Rao, écrivant pour Scroll.in , a qualifié la série de "souvent charmante, souvent accessible et jamais ennuyeuse".  
Anvita Singh, écrivant pour The Indian Express , estime que «La série aurait mieux fonctionné si elle avait eu quatre épisodes de 15 minutes chacun, au lieu des huit épisodes, chacun de plus de 22 minutes » et a également critiqué le fait que le la deuxième saison manquait de la « relativité douce » de la série.

## Autres médias
La saison 1 de la série a été publiée sous forme de livre par Penguin Random House en août 2017,.  Une série audio préquelle de 20 épisodes Little Things: Jab Dhruv Met Kavya racontée par Sehgal et Palkar est sortie sur Audible en septembre 2022.

## Récompenses
| Prix                                       | Catégorie                                        | Destinataire                                | Résultat | Réf    |
| ------------------------------------------ | ------------------------------------------------ | ------------------------------------------- | -------- | ------ |
| MTV IWMBuzz Digital Awards 2019            | Actrice la plus populaire dans une série Web     | Mithila Palkar                              | Gagné    | [ 25 ] |
| MTV IWMBuzz Digital Awards 2019            | Meilleure cinématographie                        | Aniruddha Patankar                          | Gagné    | [ 25 ] |
| MTV IWMBuzz Digital Awards 2019            | Conteur de l'année                               | Dhruv Sehgal                                | Gagné    | [ 25 ] |
| MTV IWMBuzz Digital Awards 2019            | Meilleur spectacle jeunesse                      | Petites choses 2                            | Gagné    | [ 25 ] |
| IReel Awards 2019                          | Meilleur acteur dans une série comique           | Dhruv Sehgal                                | Nommé    | [ 26 ] |
| IReel Awards 2019                          | Meilleure actrice dans une série comique         | Mithila Palkar                              | Gagné    | [ 26 ] |
| IReel Awards 2019                          | Meilleure série comique                          | Petites choses 2                            | Gagné    | [ 26 ] |
| Critics Choice Shorts & Series Awards 2019 | Meilleure série d'écriture (comédie/roman)       | Dhruv Sehgal                                | Gagné    | [ 27 ] |
| Critics Choice Shorts & Series Awards 2019 | Meilleur acteur dans une comédie/roman           | Dhruv Sehgal (partager avec Vikrant Massey) | Gagné    | [ 27 ] |
| Critics Choice Shorts & Series Awards 2019 | Meilleure actrice dans une comédie               | Mithila Palkar                              | Gagné    | [ 27 ] |
| Critics Choice Shorts & Series Awards 2019 | Meilleure série (comédie)                        | Petites choses Saison 2                     | Gagné    | [ 27 ] |
| Prix Filmfare OTT 2020                     | Meilleure série comique                          | Petites choses 3                            | Nommé    | ,      |
| Prix Filmfare OTT 2020                     | Meilleur acteur dans une série comique           | Dhruv Sehgal                                | Nommé    | ,      |
| Prix Filmfare OTT 2020                     | Meilleure actrice dans une série comique         | Mithila Palkar                              | Gagné    | ,      |
| Prix Filmfare OTT 2020                     | Critiques Meilleur acteur dans une série comique | Dhruv Sehgal                                | Gagné    | ,      |